# Sirpa Pietikäinen

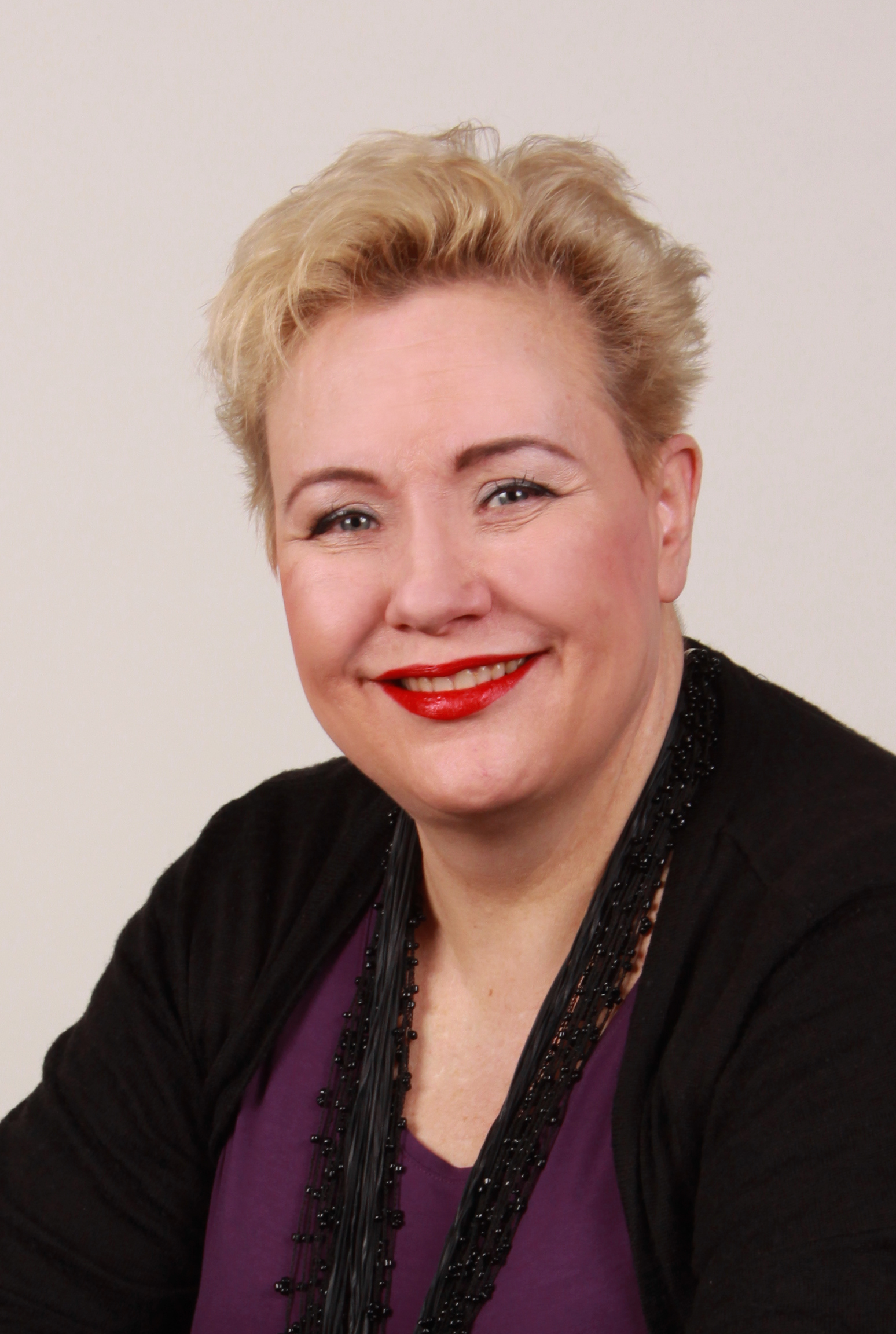
Sirpa Pietikäinen (2014)

Sirpa Pietikäinen (* 19. Februar 1959 in Parikkala) ist eine finnische Politikerin von der Nationalen Sammlungspartei.

## Leben
Nach ihrer Schulzeit studierte Sirpa Pietikäinen Wirtschaftswissenschaften an der Handelshochschule Helsinki, an der sie einen MBA erreichte. Pietikäinen spricht Finnisch, Englisch, Schwedisch und Deutsch. Pietikäinen wurde Mitglied der konservativen Nationalen Sammlungspartei und gewann einen Abgeordnetensitz im Finnischen Parlament. Von 1991 bis 1995 war sie Umweltministerin. Seit 2008 ist sie mit kurzer Unterbrechung 2024 Mitglied im Europäischen Parlament. Als Politikerin schrieb sie mehrere Artikel in finnischen Zeitungen. Von 2000 bis 2004 war Pietikäinen Vorsitzende der Organisation World Federation of United Nations Associations.
1993 erhielt sie das Komturkreuz des Finnischen Ordens der Weißen Rose.
Pietikäinen ist Ratsmitglied des World Future Councils.